# وحدات كمية الورق
استُخدمت عدة مقاييس لحساب كمية الورق عبر التاريخ. وعلى الرغم من عدم وجود وحدات في نظام الوحدات الدولي مثل الكيريز والرزم، فإن في المنظمة الدولية للمعايير  والمعهد الألماني للتوحيد القياسي معايير لرزم الورق تُسمّى في الإنجليزية (Ream).